# Водонапорная башня (Хайде)
Водонапорная башня Хайде (нем. Wasserturm Heide) — архитектурное сооружение в неороманском стиле, построенное в 1903 году по проекту архитектора Вильгельма Фогта в городе Хайде. Символ этого города. Находится в городском парке в центре города на северо-востоке от рыночной площади. Памятник культуры с 1978 года.

## Сооружение
Водонапорная башня представляет собой круглое здание конусообразной формы, построенное из кирпича и сужающееся от основания к крыше. Основание башни облицовано гранитом и увенчано окружностью из глухих аркад, за которой начинается кирпичная кладка. Такая же окружность находится под выступающим уровнем резервуара. Высота водонапорной башни Хайде составляет 45,71 метра; полезная высота при эксплуатации составляла 34 метра.
Выступающий уровень представляет собой водонепроницаемую железобетонную конструкцию с обшивкой из медного листа. Здание завершает коническая крыша с фонарем, которая поддерживается стальной конструкцией и покрыта листовой медью. Резервуар водонапорной башни объёмом в 225 кубических метров относился к типу «Интце», который был изобретён инженером-гидротехником Отто Инце.

## История эксплуатации
До того, как было установлено центральное водоснабжение, вода в Хайде поступала из 69 муниципальных колодцев и часто была загрязнена отходами. После эпидемии тифа в 1901 году было принято решение об устройстве центрального водоснабжения с глубокими колодцами. В 1902—1903 годах в Зюдерхольме были возведены гидротехнические сооружения, которые позволили качать воду с глубины в 60 метров. От насосной станции к водонапорной башне Хайде был проложен трубопровод в 3270 метров. Башня была построена в 1903 году по проекту известного в Киле архитектора Вильгельма Фогта.
В 1978 году она была внесена в список памятников культуры. Её эксплуатация в хозяйственных целях продолжалась до 1989 года, после чего башня начала приходить в упадок. Влага проникла внутрь здания и под медной оболочкой образовался конденсат, который разъедал стальные детали. Башню приобрёл город. Ремонтные работы были проведены в 2003 году, в ходе которых башню разобрали и отремонтировали площадку. Убрали три четверти резервуара, поставили подвесной потолок и обновили медную обшивку. В выступающем уровне башни было создано помещение площадью в 71 квадратный метр. Количество этажей в шахте увеличили за счёт установки подвесных потолков. Кроме того, были встроены 16 дополнительных окон, а также подъезд и лифт.
Ремонт был завершен в марте 2005 года.
В настоящее время город сдаёт под офис 180 квадратных метров внутренних помещений в шахте башни. Помещение в выступающем уровне используется как место регистрации браков и проведения свадеб с небольшим числом гостей.